# 장명삼
장명삼(張明三, 1963년 5월 16일 ~ 2012년 4월 23일)은 대한민국의 태권도 선수, 지도자였다. 고등학교 시절인 1982년에 선수권 대회에 페더급으로 출전하여 금메달을 획득하였다. 은퇴 후 일본 태권도 국가대표팀 코치를 한적이 있으며, 경기도 광주시에서 외국 태권도 선수들을 지도했다. 2012년 자택 근처에서 교통사고로 사망하였다. 태권도 발전에 공헌한 점을 인정받아 사후 6단에서 7단으로 승격되었다.

## 선수 경력
초등학교 시절부터 태권도를 하였으며, 동성고등학교 재학 중인 1982년 세계 선수권 대회에 페더급(-60kg)으로 출전하여 금메달을 획득하였다. 9월에는 아시아 선수권 대회에도 출전하였고 금메달을 획득하였다. 이해에 대한민국 정부로부터 체육훈장 백마장을 수여받았다. 1984년주 1, 1988년 대회에도 참여하여 모두 금메달을 획득하며 아시아 선수권 대회에서 총 3개의 금메달을 획득하였다. 1988년 하계 올림픽 태권도 시범종목에도 페더급으로 참가하여 우승하였다. 1989년 6월 대통령기대회 이후 은퇴하였다.

## 지도자 경력
1992년까지 국기단원 소속으로 활동하였으며 이후 일본 태권도 협회의 초청으로 일본 국가대표팀 코치를 하였다. 코치 자격으로 1992년 하계 올림픽에도 참가하였다. 이후 미국에서 태권도 지도를 하였고, 고향인 대한민국으로 돌아와 광주시에서 외국인 선수를 지도하였다.

## 학력
- 남대문국민학교
- 동성중학교
- 동성고등학교
- 경희대학교

## 기록
세계 선수권 대회
| 대회 | 날짜           | 장소   | 세부 종목 | 순위 |
| ---- | -------------- | ------ | --------- | ---- |
| 1982 | 1982년 3월 1일 | 과야킬 | -60kg급   |      |

월드컵
| 대회 | 날짜            | 장소             | 세부 종목 | 순위 |
| ---- | --------------- | ---------------- | --------- | ---- |
| 1986 | 1986년 7월 5일  | 콜로라도스프링스 | -60kg급   |      |
| 1987 | 1987년 5월 19일 | 헬싱키           | -60kg급   |      |

아시아 선수권 대회
| 대회 | 날짜             | 장소     | 세부 종목 | 순위 |
| ---- | ---------------- | -------- | --------- | ---- |
| 1982 | 1982년 12월 10일 | 싱가포르 | -60kg급   |      |
| 1984 | 1984년 11월 12일 | 마닐라   | -60kg급   |      |
| 1988 | 1988년 3월 24일  | 카트만두 | -60kg급   |      |

## 수훈
- 체육훈장 백마장(1982년 12월 22일)